# Cúp quốc gia Wales 2008–09
Cúp quốc gia Wales FAW 2008–09 là mùa giải thứ 122 của giải đấu bóng đá loại trực tiếp hàng năm dành cho các đội bóng ở Wales, trừ những đội thi đấu ở Hệ thống các giải bóng đá ở Anh. Giải đấu 2008–09 khởi tranh từ 16 tháng 8 năm 2008, được truyền hình trực tiếp và độc quyền trên kênh S4C ở UK.

## Lịch thi đấu
| Vòng         | Ngày thi đấu        | Số trận | Số đội mới vào vòng này | Tiền thưởng                                                  |
| ------------ | ------------------- | ------- | ----------------------- | ------------------------------------------------------------ |
| Vòng sơ loại | 16 tháng 8 năm 2008 | 22      | 44                      |                                                              |
| Vòng Một     | 13 tháng 9 năm 2008 | 46      | 70                      |                                                              |
| Vòng Hai     | 4 tháng 10 năm 2008 | 32      | 18                      | Đội thua cuộc: 500 bảng Anh                                  |
| Vòng Ba      | 1 tháng 11 năm 2008 | 16      |                         | Đội thua cuộc: 1,000 bảng Anh                                |
| Vòng Bốn     | 31 tháng 1 năm 2009 | 8       |                         | Đội thua cuộc: 2,500 bảng Anh                                |
| Tứ kếts      | 28 tháng 2 năm 2009 | 4       |                         | Đội thua cuộc: 5,000 bảng Anh                                |
| Bán kết      | 11 tháng 4 năm 2009 | 2       |                         | Đội thua cuộc: 10,000 bảng Anh                               |
| Chung kết    | 4 tháng 5 năm 2009  | 1       |                         | Đội vô địch: 25,000 bảng Anh; Đội thua cuộc: 15,000 bảng Anh |

## Vòng sơ loại
Các trận đấu diễn ra vào ngày 16 tháng 8 năm 2008.

### Nam
| Đội 1                 | Tỉ số             | Đội 2                 |
| --------------------- | ----------------- | --------------------- |
| Aberbargoed Buds      | 3–4               | Cwmaman Institute     |
| AFC Llwydcoed         | 4–2               | Ystradgynlais         |
| Briton Ferry Athletic | 2–1               | Troedyrhiw            |
| Carno                 | 1–3               | Tredegar Town         |
| Cwmamman United       | 4–2               | Llansawel             |
| Goytre                | 1–3               | Newport Civil Service |
| Llantwit Fardre       | 0–2               | AFC Porth             |
| Merthyr Saints        | 0–9               | Pontyclun             |
| Porthcawl Town        | 2–11              | Monmouth Town         |
| Risca United          | 2–2 (aet, p. 3–2) | Seven Sisters         |

1Trận đầu tiên bị hoãn và trận đá lại diễn ra trên sân Lock’s Lane, Porthcawl ngày 3 tháng 9 năm 2008

### Trung
| Đội 1              | Tỉ số | Đội 2                 |
| ------------------ | ----- | --------------------- |
| Tywyn/Bryncrug     | 2–0   | Newbridge-on-Wye      |
| Castell Alun Colts | 4–0   | Presteigne St Andrews |
| Venture Community  | 2–1   | Dyffryn Banw          |
| Borras Park Albion | 2–3   | Brickfield Rangers    |
| Glyn Ceiriog       | 0–6   | Coedpoeth United      |
| Bow Street         | 4–2   | Overton Recreation    |

### Bắc
| Đội 1             | Tỉ số | Đội 2                   |
| ----------------- | ----- | ----------------------- |
| Bethesda Athletic | 7–0   | Corwen                  |
| Holywell Town     | 1–2   | Nefyn United            |
| Kerry             | 0–2   | Llanberis               |
| Llanllyfni        | 4–2   | Llanfyllin Town         |
| Llanrug United    | 5–1   | Llanrhaeadr Ym Mochnant |
| Rhayader Town     | 2–4   | Pwllheli                |

## Vòng Một
Các trận đấu diễn ra vào ngày 13 tháng 9 năm 2008.
| Đội 1                       | Tỉ số             | Đội 2                 |
| --------------------------- | ----------------- | --------------------- |
| Afan Lido                   | 3–0               | Cwmamman United       |
| AFC Llwydcoed               | 3–0               | Porthcawl Town        |
| Bettws                      | 1–1 (aet, p. 3–4) | Taff's Well           |
| Berriew                     | 0–1               | Llangollen Town       |
| Brickfield Rangers          | 4–3               | Nefyn United          |
| Briton Ferry Athletic       | 3–1               | AFC Porth             |
| Brymbo                      | 0–8               | Mold Alexandra        |
| Buckley Town                | 6–3               | Penycae               |
| Caerau (Ely)                | 1–2               | Pentwyn Dynamos       |
| Caerleon                    | 1–4               | Goytre United         |
| Caldicot Town               | 0–1               | Ammanford             |
| Cambrian & Clydach Vale BGC | 4–1               | Newcastle Emlyn       |
| Cardiff Corinthians         | 3–0               | Ely Rangers           |
| Castell Alun Colts          | 1–0               | Llandyrnog United     |
| Cefn United                 | thắng             | Rhydymwyn             |
| Conwy United                | 2–3 (aet)         | Penrhyncoch           |
| Croesyceiliog               | 0–3               | Maesteg Park          |
| Cwmbran Celtic              | 3–1               | Garw                  |
| Denbigh Town                | 4–1               | Llanllyfni            |
| ENTO Aberaman Athletic      | 2–1               | Barry Town            |
| Flint Town United           | 4–3               | Rhos Aelwyd           |
| Glan Conwy                  | 2–1 (aet)         | Llanrwst United       |
| Glantraeth                  | 1–6               | Bala Town             |
| Grange Harlequins           | 1–5 (aet)         | Newport Civil Service |
| Guilsfield                  | 2–0               | Ruthin Town           |
| Halkyn United               | 4–2               | Coedpoeth United      |
| Hawarden Rangers            | 0–2               | Llanfairpwll          |
| Llanberis                   | 2–3               | Bow Street            |
| Llandudno Junction          | 4–2               | Penparcau             |
| Llangefni Town              | 3–1               | Llandudno             |
| Llangeinor                  | 0–2               | Dinas Powys           |
| Llanrug United              | 0–2               | Pwllheli              |
| Llanwern                    | 3–0               | Ton Pentre            |
| Llay Welfare                | 8–1               | Amlwch Town           |
| Mynydd Isa                  | 3–3 (aet, p. 5–6) | Holyhead Hotspur      |
| Nantlle Vale                | thắng             | Chirk AAA             |
| Newport YMCA                | 3–2               | Cwmaman Institute     |
| Penrhiwceiber Rangers       | 3–4               | Pontypridd Town       |
| Pontyclun                   | 0–0 (aet, p. 1–3) | Bridgend Town         |
| Risca United                | 2–0               | Pontardawe Town       |
| Tredegar Town               | 0–1               | Gresford Athletic     |
| Treharris Athletic          | 1–9               | Bryntirion Athletic   |
| Twywn/Bryncrug              | 4–1               | Bethesda Athletic     |
| UWIC Inter Cardiff          | 1–3               | Cwmbran Town          |
| Venture Community           | 1–2               | Lex XI                |
| West End                    | 2–3               | Garden Village        |

## Vòng Hai
Các trận đấu diễn ra từ ngày 3 đến ngày 10 tháng 10 năm 2008.
| Đội 1                       | Tỉ số             | Đội 2                  |
| --------------------------- | ----------------- | ---------------------- |
| Aberystwyth Town            | 2–2 (aet, p. 3–2) | Afan Lido              |
| Airbus UK Broughton         | 2–1               | Welshpool Town         |
| Bala Town                   | 3–3 (aet, p. 5–4) | Prestatyn Town         |
| Bangor City                 | 1–0               | GAP Connah's Quay      |
| Brickfield Rangers          | 3–4               | Buckley Town           |
| Bridgend Town               | 3–1               | Cwmbran Town           |
| Bryntirion Athletic         | 1–2               | Cardiff Corinthians    |
| Cambrian & Clydach Vale BGC | 0–1               | Newtown                |
| Carmarthen Town             | 6–1               | Bow Street             |
| CPD Penrhyncoch             | 3–2 (aet)         | Maesteg Park           |
| CPD Porthmadog              | 5–3               | Caernafon Town         |
| Denbigh Town                | 4–1               | Chirk AAA              |
| Dinas Powys                 | 0–1 (aet)         | Briton Ferry Athletic  |
| Flint Town United           | 4–0               | Mold Alexandra         |
| Garden Village              | 2–0               | Risca United           |
| Gresford Athletic           | 4–1               | Rhydymwyn              |
| Holyhead Hotspur            | 2–1               | Llay Welfare           |
| Lex XI                      | 2–1               | Glan Conwy             |
| Llandudno Junction          | 0–2               | Pwllheli               |
| Llanelli                    | 4–0               | Neath                  |
| Llangefni Town              | 3–0               | Llanfairpwll           |
| Llangollen United           | 1–2               | Tywyn/Bryncrug         |
| Llanwern                    | 1–6               | AFC Llwydcoed          |
| NEWI Cefn Druids            | 4–2               | Halkyn United          |
| Newport Civil Service       | 0–1               | Caersws                |
| Newport YMCA                | 3–2               | Cwmbran Celtic         |
| Pentwyn Dynamos             | 1–0               | Ammanford              |
| Pontypridd Town             | 1–4               | Haverfordwest County   |
| Port Talbot Town            | 1–0               | ENTO Aberaman Athletic |
| Rhyl                        | 8–0               | Castell Alun Colts     |
| Taff's Well                 | 0–2               | Goytre United          |
| The New Saints              | 4–2               | Guilsfield             |

## Vòng Ba
Các trận đấu diễn ra vào ngày 31 tháng Mười và 1 tháng 11 năm 2008.
| Đội 1               | Tỉ số     | Đội 2                 |
| ------------------- | --------- | --------------------- |
| Bangor City         | 4–0       | Garden Village        |
| Bridgend Town       | 1–0       | Llangefni Town        |
| Buckley Town        | 1–5       | Airbus UK Broughton   |
| Caersws             | 0–3       | Aberystwyth Town      |
| Cardiff Corinthians | 0–6       | Goytre United         |
| Gresford Athletic   | 2–3 (aet) | Prestatyn Town        |
| Holyhead Hotspur    | 2–1       | Pentwyn Dynamos       |
| Lex XI              | 2–0       | CPD Porthmadog        |
| AFC Llwydcoed       | 1–0       | Flint Town United     |
| NEWI Cefn Druids    | 1–0       | Newtown               |
| Newport YMCA        | 1–0       | Briton Ferry Athletic |
| Port Talbot Town    | 7–0       | Denbigh Town          |
| Pwllheli            | 0–6       | Carmarthen Town       |
| Rhyl                | 4–0       | Haverfordwest County  |
| The New Saints      | 7–1       | CPD Penrhyncoch       |
| Twywn/Bryncrug      | 0–3       | Llanelli              |

## Vòng Bốn
Các trận đấu diễn ra vào ngày 30 và 31 tháng 1 năm 2009.
| Đội 1               | Tỉ số             | Đội 2            |
| ------------------- | ----------------- | ---------------- |
| Holyhead Hotspur    | 1–1 (aet, p. 5–6) | Newport YMCA     |
| Airbus UK Broughton | 2–1               | NEWI Cefn Druids |
| Prestatyn Town      | 5–3 (aet)         | Goytre United    |
| The New Saints      | 2–3               | Carmarthen Town  |
| Port Talbot Town    | 2–1               | Llanelli         |
| Bridgend Town       | 4–0               | Lex XI           |
| AFC Llwydcoed       | 0–3               | Aberystwyth Town |
| Bangor City         | 1–1 (aet, p. 4–2) | Rhyl             |

## Tứ kết
| Newport YMCA | 0 – 1 | Bridgend Town |
| ------------ | ----- | ------------- |
|              |       | Plant 62'     |

| Aberystwyth Town                                | 5 – 1 | Prestatyn Town |
| ----------------------------------------------- | ----- | -------------- |
| Kellaway 27' · Venables 45' · Evans 55' 67' 74' |       | Hoult 5'       |

| Carmarthen Town   | 1 – 1 (aet) | Port Talbot Town |
| ----------------- | ----------- | ---------------- |
| Fowler 118'       |             | Rose 102'        |
| Loạt sút luân lưu |             |                  |
|                   | 4 – 1       |                  |

| Airbus UK Broughton | 0 – 5 | Bangor City                                            |
| ------------------- | ----- | ------------------------------------------------------ |
|                     |       | Seargeant 46' · Davies 48' 65' · Hoy 60' · Edwards 64' |

## Bán kết
| Bangor City                   | 2 – 1 | Bridgend Town |
| ----------------------------- | ----- | ------------- |
| Seargeant 20' · Killackey 76' |       | Outlow 18'    |

| Aberystwyth Town              | 3 – 2 (aet) | Carmarthen Town          |
| ----------------------------- | ----------- | ------------------------ |
| Kellaway 25' 45' · Thomas 97' |             | Hudgell 66' · Palmer 90' |

## Chung kết
| Aberystwyth Town | 0 – 2 | Bangor City                |
| ---------------- | ----- | -------------------------- |
|                  |       | Davies 44' · Seargeant 50' |